# Carangoides equula
Carangoides equula es una especie de peces de la familia Carangidae en el orden de los Perciformes.

## Morfología
• Los machos pueden llegar alcanzar los 37,5 cm de longitud total.

## Distribución geográfica
Se encuentra desde las  costas del Golfo de Omán y del África Oriental hasta el sur del Japón, Hawái, el  Mar de Arafura, Australia, Nueva Zelanda y la Isla de Pascua. También en el sureste de Sudáfrica.